# Nagari Pasia Laweh
Nagari Pasia Laweh is een bestuurslaag in het regentschap Agam van de provincie West-Sumatra, Indonesië. Nagari Pasia Laweh telt 4187 inwoners (volkstelling 2010).